# Carence en thiamine
 Mise en garde médicale
La carence en thiamine est une condition médicale caractérisée par de faibles niveaux de thiamine aussi connu sous le nom de vitamine B 1 .

## Description
Une forme sévère et chronique est connue sous le nom de béribéri ,. Il existe deux types principaux chez les adultes : le béribéri humide et le béribéri sec. Le béribéri humide affecte le système cardiovasculaire, entraînant une accélération du rythme cardiaque, un essoufflement et un gonflement des jambes . Le béribéri sec affecte le système nerveux entraînant un engourdissement des mains et des pieds, de la confusion, des difficultés à bouger les jambes et des douleurs.Une forme avec perte d'appétit et constipation peut également se produire .
Un autre type, le béribéri aigu, se trouve principalement chez les bébés et se présente avec une perte d'appétit, des vomissements, une acidose lactique, des modifications du rythme cardiaque et une hypertrophie du cœur.

## Causes
Les facteurs de risque comprennent un régime principalement composé de riz blanc, ainsi que l'alcoolisme, la dialyse, la diarrhée chronique et la prise de fortes doses de diurétiques ,. Dans de rares cas, le béribéri peut être dû à une maladie génétique qui entraîne des difficultés d'absorption de la thiamine présente dans les aliments. L'encéphalopathie de Wernicke et le syndrome de Korsakoff sont deux formes de béribéri sec. Le diagnostic de carence en thiamine est basé sur les symptômes, de faibles niveaux de thiamine dans l'urine, un taux élevé de lactate sanguin et une amélioration avec le traitement.

## Traitement
Le traitement repose sur une supplémentation en thiamine, soit par voie orale, ou par injection . Avec le traitement, les symptômes disparaissent généralement en quelques semaines. La maladie peut être prévenue au niveau de la population grâce à l'enrichissement des aliments .

## Épidémiologie
La carence en thiamine est rare aux États-Unis, mais elle reste relativement courante en Afrique sub-saharienne . Des épidémies ont été observées dans des camps de réfugiés . La carence en thiamine est décrite depuis des milliers d'années en Asie et est devenue plus courante à la fin des années 1800 avec l'augmentation de la transformation du riz.